# Бесчинье
Бесчи́нье (бел. Бясчы́нне) — деревня в составе Волковичского сельсовета Чаусского района Могилёвской области Республики Беларусь.

## История
Согласно «Экономическим примечаниям Генерального межевания Полоцкой и Могилёвской губерний 1783—1784 годов» деревня Безчинье в Быховском повете находилась в «общем владении» фамилий Тыкоцкий, Борковский, Величкевич, Грицкевич, Плонский, Родевич, Русецкий, Федорович и Яроцкий. 
В 1909 году — католическая околица в Грудиновской волости Быховского уезда Могилёвской губернии; 33 двора, 216 жителей.
20 августа 1924 года деревня входила в состав Хацковичского сельсовета, после упразднения которого 16 мая 1960 года, вошла в состав Волковичского сельсовета.

## Религия
Жители деревни относились к католическому приходу Св. Казимира в Могилёве.

## Население
- 2018 год — 140 человек